# Ministro
Il ministro, detto in alcuni ordinamenti giuridici segretario di Stato (o, semplicemente, segretario), è un Organo Monocratico che si occupa di gestire uno degli aspetti principali della pubblica amministrazione di uno Stato o Impero, ed è considerato una delle componenti del Governo, nonché la componente del Governo più vicina al Capo del governo.
Oltre che nel governo centrale ci possono essere ministri anche negli Stati di una federazione o in altri governi subcentrali. Sono inoltre, per certi versi, assimilabili ad un ministro i componenti degli organi esecutivi degli enti territoriali, sebbene generalmente ad essi si attribuiscano altri titoli (ad esempio, in Italia, assessore).

## Etimologia
Il titolo di ministro e i ministeri nascono con gli stati moderni, sicché è un anacronismo usare queste denominazioni per figure simili presenti in sistemi politici anteriori.
Ministro deriva dal latino minister (a sua volta derivato da minus, 'meno') che indicava genericamente una persona subordinata ad un'altra, il magister (da magis, 'più') e, più specificamente, chi era al servizio di un'autorità o un'istituzione, come i littori e coloro - generalmente schiavi o liberti - che prestavano servizio nella casa imperiale con svariate incombenze.

## Storia
In seguito assunse il significato di funzionario, concepito come servitore del sovrano o dello Stato, ed infine, a partire dalla fine del XVIII secolo, il significato più ristretto che ha oggi, sostituendosi nella maggioranza degli stati al titolo di segretario di Stato (o aggiungendosi ad esso).
Residuo del più ampio significato che aveva in passato è l'uso rimasto di attribuire il titolo di ministro agli agenti diplomatici di rango inferiore all'ambasciatore e superiore all'incaricato d'affari, nonché in alcuni paesi di latinoamericani (come Argentina, Cile e Brasile) ai magistrati che compongono la corte suprema o la corte costituzionale.

## Nomina e mandato
I ministri sono di solito nominati dal Capo di Stato, su proposta del primo ministro negli ordinamenti in cui è presente. In alcuni ordinamenti sono direttamente nominati dal primo ministro. Con le stesse modalità possono essere revocati. Modalità simili sono di solito previste per la nomina e la revoca dei sottosegretari di Stato e organi affini.
I ministri, come gli altri membri del governo, sono di solito dei politici anche se non mancano casi di ministri scelti per la loro competenza tecnica nelle materie attribuite al dicastero (i cosiddetti ministri tecnici). Quando il governo è sostenuto da una coalizione di partiti, i posti governativi sono ripartiti tra gli stessi in relazione ai seggi parlamentari di cui dispongono; a tal fine, peraltro, non si tiene conto solo del numero di dicasteri attribuiti ad un partito ma anche del "peso" degli stessi, giacché alcuni dicasteri (ad esempio quelli degli esteri, degli interni, delle finanze, della difesa, della giustizia) sono ritenuti più importanti di altri. Può peraltro accadere che alcuni partiti della coalizione non abbiano posti di governo (si parla, in questo caso, di appoggio esterno) perché non lo vogliono o perché non ci sono posti a sufficienza per attribuirli anche ai partiti minori. In alcuni paesi, oltre che su base partitica, i posti governativi sono ripartiti anche secondo altri criteri, ad esempio tenendo conto dell'appartenenza religiosa o etnica del titolare oppure della sua provenienza geografica; talvolta tali criteri sono codificati nella stessa costituzione, di solito però sono stabiliti da convenzioni costituzionali o dalla prassi.
In taluni ordinamenti con forma di governo parlamentare (ad esempio, quelli che seguono il sistema Westminster) i ministri devono essere membri del parlamento e, se questo è bicamerale, può essere prescritto un numero minimo di ministri appartenenti alla camera alta. In altri ordinamenti (tra cui quello italiano) i ministri non devono necessariamente essere membri del parlamento ma, in pratica, di solito lo sono; vi sono anche ordinamenti dove è prescritto che una quota minima di ministri (in Giappone, ad esempio, la maggioranza) appartenga al parlamento. Infine, nelle repubbliche presidenziali, in molte repubbliche semipresidenziali e in alcuni sistemi parlamentari i ministri non possono essere membri del parlamento e, se lo sono, si debbono dimettere al momento della nomina.
Nei sistemi parlamentari e semipresidenziali i ministri devono godere della fiducia del parlamento; in alcuni sistemi, però, il rapporto fiduciario intercorre tra il parlamento e il solo primo ministro, sicché questo può scegliere liberamente, almeno sulla carta, i suoi ministri. Quando il rapporto fiduciario intercorre con l'intero governo, si pone il problema se il parlamento possa votare la sfiducia, oltre che al governo nella sua interezza, anche a singoli ministri, costringendoli a dimettersi: in alcuni ordinamenti è possibile, in altri no. In ogni caso i singoli ministri devono godere della fiducia del capo dello Stato o del primo ministro giacché, in caso contrario, possono essere revocati.
I ministri, come gli altri membri del governo, decadono dall'ufficio in caso di dimissioni o cessazione per altri motivi dell'intero governo o del primo ministro.

## Il dibattito su competenze e titoli di studio
In Italia si è aperta un’animata polemica attorno alle competenze necessarie per la nomina dei capi dei dicasteri, in particolare riferita ai governi Renzi, Letta e Gentiloni, con il focalizzarsi dell'attenzione dei media sui casi di ministri non laureati.
La polemica legata alle competenze necessarie per essere nominati a capo di un dicastero riguarda in larga parte il livello di studio raggiunto dai ministri. La Costituzione italiana, infatti, non prevede l'obbligo di possedere una laurea per i ministri. Dunque il dibattito vede contrapporsi due schieramenti: coloro che credono sia necessaria una valutazione delle competenze, e dunque l'introduzione di requisiti minimi obbligatori (ad esempio la laurea triennale) per essere messi a capo di un dicastero, e coloro che invece sostengono che l’unica competenza necessaria per il raggiungimento di tale nomina dovrebbe essere quella politica e che le competenze specifiche o tecniche dovrebbero riguardare solo i funzionari e la burocrazia ministeriale.
Anche precedentemente, come ha affermato il giurista e costituzionalista Michele Ainis, nel governo italiano la laurea è spesso stata “un optional”: “senza questo titolo di studio ormai un po' tutti i mestieri ti lasciano fuori dalla porta. Perfino per cambiare le bende agli ammalati devi procurarti una laurea in scienze infermieristiche; non invece se punti alla poltrona di ministro della Salute. Lì basta e avanza la maturità classica”.
Come emerge dai dati riportati nel grafico pubblicato da “Linkiesta” nel 2014 il grado di istruzione dei componenti dei gabinetti governativi italiani era inferiore a quello di Germania, Francia e Stati Uniti. In Germania il 50% possiede un dottorato, il 38% un master, il 5% solo una laurea triennale e solo il 7% ha un titolo al di sotto della laurea. In Francia, nessun componente è al di sotto della laurea triennale e le percentuali diventano rispettivamente il 37% in possesso di un dottorato, 40% di un master, 23% di una laurea triennale. Anche negli Stati Uniti nessun componente è al di sotto della laurea triennale: 59% ha un dottorato, il 16% un master, il 25% una laurea triennale. In Italia, il 23% possiede un titolo al di sotto della laurea triennale, il 54% ha una laurea triennale, il 4% possiede un master e il 19% un dottorato.

## Funzioni
Il ministro, in generale, riveste un duplice ruolo:
- è membro di un organo collegiale, detto consiglio dei ministri o gabinetto, presieduto dal capo dello Stato o dal primo ministro, che nei sistemi parlamentari e in quelli semipresidenziali stabilisce l'indirizzo politico del governo, mentre nella repubblica presidenziale, nella monarchia assoluta e nella monarchia costituzionale ha essenzialmente funzioni consultive nei confronti del capo dello Stato, cui spetta stabilire l'indirizzo politico;
- è un organo monocratico posto a capo di un dicastero, ossia di uno degli apparati organizzativi (uffici complessi), di solito denominati ministeri o dipartimenti, nei quali si divide la pubblica amministrazione dipendente dal governo. In questa veste assicura la traduzione dell'indirizzo politico nell'attività amministrativa svolta dal dicastero. Il dicastero assegnato ad un ministro costituisce il suo portafoglio. Può emanare provvedimenti, ove previsto dalla legge, detti decreti ministeriali.

Va peraltro precisato che:
- possono esserci ministri che, pur essendo a capo di un dicastero, non sono membri del gabinetto. Questo avviene in quegli ordinamenti che riservano l'appartenenza al gabinetto ad una cerchia ristretta di ministri e non a tutti i membri del governo; così è, ad esempio, in Gran Bretagna e nei paesi che hanno adottato il cosiddetto sistema Westminster, dove si distinguono i ministri membri del gabinetto (cabinet ministers) dagli altri;
- possono esserci ministri che sono membri del gabinetto ma non sono preposti ad un dicastero (questi ministri, per contrapporli a quelli preposti ad un dicastero, sono detti senza portafoglio);
- possono esserci ministri preposti ad una pluralità di dicasteri e, in alcuni ordinamenti, dicasteri ai quali sono preposti più ministri.

In molti ordinamenti i ministri, nello svolgimento delle funzioni di capo del dicastero, sono coadiuvati da organi monocratici variamente denominati: segretari di Stato (quando il titolo non è attribuito ai ministri), sottosegretari di Stato, segretari parlamentari (nei paesi che seguono il sistema Westminster), vice ministri ecc. Questi svolgono funzioni vicarie del ministro e possono essere preposti ad una parte del dicastero; pur facendo parte anch'essi del governo, non sono membri del consiglio dei ministri.
Oltre che da tali organi di natura politica, il ministro può essere coadiuvato da un organo burocratico, quale, ad esempio, un segretario generale o un segretario permanente (in Gran Bretagna e altri paesi che seguono il sistema Westminster), dal quale dipendono gli altri uffici del dicastero.

## Ministro di Stato
Il titolo di ministro di Stato è attribuito in certi ordinamenti (Brasile, Cile, Giappone ecc.) a tutti i ministri, mentre in altri ordinamenti (Francia ed ex possedimenti francesi, Portogallo ecc.) è attribuito ad alcuni ministri per dare loro una particolare preminenza, seppur solo protocollare.
Nei paesi che seguono il cosiddetto sistema Westminster il minister of state è un ministro di rango inferiore rispetto al cabinet minister: in Gran Bretagna, ad esempio, è inferiore al secretary of State ma superiore al parliamentary undersecretary of State, mentre in Canada è inferiore al minister of the crown (ministro della corona) ma superiore al secretary of state. Fa eccezione l'Australia dove il minister of state, preposto ad un dipartimento e membro del gabinetto, può avere alle dipendenze altri ministri, preposti ad una parte del suo dipartimento.
In Grecia il ministro di Stato è un membro del governo portavoce dello stesso, ruolo che di per sé non comporta la titolarità di un portafoglio. In Spagna, dal 1833 al 1938, il ministro de estado aveva funzioni corrispondenti a quelle di un ministro degli affari esteri. In Francia, durante il Secondo Impero, il ministre d'état era preposto ad uno specifico ministero incaricato della politica di prestigio dello Stato e, in particolare, dell'organizzazione di feste e cerimonie; si occupava, inoltre, di belle arti, teatri e musei.
In alcuni ordinamenti, quali il Principato di Monaco e i paesi scandinavi, è detto ministro di Stato il capo del governo. Con questo significato il titolo era utilizzato anche in vari stati tedeschi pre-unitari mentre nella Germania attuale lo Staatsminister è un segretario di Stato addetto alla Cancelleria federale o al Ministero degli affari esteri, con un rango intermedio tra segretario di Stato e ministro federale.
Infine, vi sono ordinamenti nei quali quello di ministro di Stato è un titolo puramente onorifico, senza responsabilità di governo, attribuito a personalità che si sono particolarmente distinte nella politica o nell'amministrazione (così in Belgio, Paesi Bassi, Siria).
Sotto lo Statuto albertino, in Italia tale carica fu quasi del tutto onorifica e pertanto conferita a vita. Dava titolo a speciali onori (r. decr. 8 gennaio 1929, n. 14, sulle precedenze a corte) e alla nomina a senatore (art. 33, categoria 4a, dello statuto del regno); di solito conferita a persone che abbiano particolari benemerenze nel campo della politica e dell'amministrazione. Il loro numero massimo fu di 25 (r. decreto 20 aprile 1933, n. 393).